# Lightware
A Lightware (teljes nevén: Lightware Vetítéstechnikai Zrt., angolul: Lightware Visual Engineering Plc.) egy 1998-ban alapított magyar cég, mely audio-vizuális rendszerek készítésével, valamint kutatás-fejlesztéssel foglalkozik. A vállalat a hagyományos AV technológiákat használó DVI, HDMI és DisplayPort mátrixkapcsolók, jelelosztók és jelerősítők mellett következő generációs megoldásokat (AV over IP, HDBaseT, SDVoE) is kínál az egyéb tartozékok mellett a professzionális AV-piac számára. Jelenleg Budapesten több mint 400 főt foglalkoztatnak, köztük 80 mérnököt, világszerte pedig több, mint 30 országban vannak jelen, ahol további 50 munkatárs segíti a céget.

## Története
A Lightware-t 1998-ban alapította Vida Árpád Gergely, Debreczeni Miklós, Nagy Attila és Németh György. A kezdetekben még csak két alkalmazottal működött a cég, és projektorokat illetve plazmatévéket javítottak, szereltek, később rendszereket is telepítettek. Ezt követően minden évben egy vagy két új kolléga csatlakozott a céghez.
2006-ban a vállalat mérnökei az első termékként kifejlesztették az EDID Managert, hogy segítsék a felhasználóknak a különböző előre definiált videójel felbontások kezelését. Szintén ebben az évben a brüsszeli ISE kiállításon is megjelent a Lightware, a professzionális audiovizuális iparág legrangosabb európai eseményén. Egy évvel később készült el az első hibrid nyolc bemenetű és nyolc kimenetű, teljesen digitális, HD felbontást támogató videó-multiplexer mátrix, a 32x32 DVI és HDMI Matrix Switcher. Ez az eszköz a DVI és HDMI csatlakozási portok nagy keresztezési pontban való kombinálásával kiküszöbölte a több eszköz meglétének a szükségességét.
2011-ben nyitotta meg a Lightware az első két külföldi kereskedelmi irodáját, az Egyesült Királyságban és az Amerikai Egyesült Államokban, két évvel később ezt követte Ausztrália, Olaszország és Szingapúr, majd 2015-ben Hollandiában, Indiában és a Közel-Keleten is megjelentek a vállalat helyi kirendeltségei. Az eszközbe épített tárgyalótermi automatizációs rendszer is ebben az évben jelent meg Event Manager néven. Ez a megoldás leegyszerűsíti a rendszerkonfigurációt, miközben jelentősen csökkenti az összetett programozás szükségességét.
2017-ben mutatta be a Lightware az UBEX nevű AV-over-IP eszközét, ami a világ első olyan informatikai megoldása, amely ötvözi a hagyományos AV-eszközök és az informatikai hálózatok előnyeit, így például a nulla képkocka késleltetést, vagy a pixelhelyes videojel-átvitelt. 2020-ban a Taurus UCX-et mutatta be a cég, melynek a segítségével az USB-C technológiát használva többek között a videójel, a hang, a töltés és a vezetékes internethálózat jelei egyetlen kábelen keresztül továbbíthatóak.
2022. október 1-től vállalati formát váltva korlátolt felelősségű társaságból zártkörűen működő részvénytársasággá vált a cég.
2024-ben Szegeden mérnöki szolgáltató központot hozott létre a Lightware, ezáltal 43 új, felsőfokú végzettséget igénylő fejlesztőmérnöki munkahelyet teremtve.

## Tevékenysége
A Lightware elsősorban audio-vizuális technológiával foglalkozik és magas minőségű adatátviteli eszközöket fejleszt és gyárt, mindezt a minőségromlás és késleltetés nélküli 4K videójel átvitellel oldják meg. Az elmúlt években az élő, úgynevezett rental rendezvényeknél is gyakran használják a cég termékeit, így például Billie Eilish, a Cirque du Soleil vagy Rod Stewart is a magyar vállalat berendezéseinek segítségével jutott el a nézőkhöz világszerte.
A Lightware Európa legnagyobb audio-vizuális eszközöket gyártó cége. Készít termékeket mind a helyhez kötött fix-install piacokon (pl. színházak, szórakoztató ipar, egészségügyi és vállalati alkalmazások, oktatási szektor, okos otthonok, valamint konferenciatermek) és ezen felül biztosítja a technológiát az élő eseményekhez is. 1998 óta számos projektet a Lightware eszközeinek segítségével valósítottak meg a világ több országában. A cég termékeit alkalmazzák többek között az olimpiai játékok közvetítésénél, az Eurovíziós Dalfesztiválokon, vagy alkalmazták a dubaji világkiállításon is.
A cég eszközeivel működtetik a hibrid munkavégzést segítő hightech tárgyalótermi rendszereket is például a Google-nél, a Microsoftnál, az Apple-nél, a Netflixnél vagy a Facebooknál, ahol az előadószobák teljes vezérlése, automatizációja, a laptopok csatlakoztatása, valamint a világítás fel- és lekapcsolása is megoldható egyetlen érintőképernyőről. Ezen felül autógyárak 3D szimuálciós termeiben, olajfúró tornyok vezérlőiben, közismert épületek irányító központjaiban, valamint repülőgépeken, jachtokon és tengeralattjárókon is megtalálhatóak a Lightware termékei.
A vállalat az összes termékét a budapesti székházában fejleszti ki és készíti el. Mivel a cég a világ számos pontján rendelkezik irodával, vagy értékesítési ponttal, így az árbevétel több, mint 99%-át az exportból származó bevétel adja. A Lightware alapítója és tulajdonosa 1998 óta Vida Árpád Gergely.

## Termékcsaládok
- Taurus UCX/TPX/TPN
- UBEX (Ultra Bandwidth Extender)
- VINX (Video Network Extender)
- Gemini GVN
- TPS extenderek
- HDMI-TPX extenderek
- HDMI-TPN extenderek
- MX2 series
- MX2M series
- MX series
- MMX series
- MMX2 series
- OPTC/OPTJ extenderek
- HDMI/USB/USB-C kábelek
- Event Manager
- LARA (Lightware Advanced Room Automation)
- Monitoring Webtool
- Lightware software

## Értékesítési hálózat
A cég a világ négy földrészén nyitott jelenleg irodákat, azonban amely országokban, nagyobb földrajzi területeken nem került még sor erre, ott disztribútori hálózaton keresztül értékesítenek, vagy közvetlenül a budapesti központ szolgálja ki a megrendeléseket.
A Lightware irodái:
| Lightware partner                          | Iroda                                                          | Kiszolgált terület(ek)                                                        |
| ------------------------------------------ | -------------------------------------------------------------- | ----------------------------------------------------------------------------- |
| Lightware Australia Pty Ltd.               | Brisbane, Sydney                                               | Ausztrália, Új-Zéland                                                         |
| Lightware Deutschland GmbH                 | Hamburg, München                                               | Németország                                                                   |
| Lightware Inc.                             | Lake Orion, Las Vegas, New York, San Francisco, Toronto        | Amerikai Egyesült Államok, Kanada                                             |
| Lightware Schweiz GmbH                     | Volketswil                                                     | Svájc, Liechtenstein                                                          |
| Lightware Visual Engineering Benelux       | Hilversum                                                      | Belgium, Hollandia, Luxemburg                                                 |
| Lightware Visual Engineering CEU           | Varsó                                                          | Bulgária, Csehország, Lengyelország, Lettország, Litvánia, Románia, Szlovákia |
| Lightware Visual Engineering France        | Párizs                                                         | Franciaország                                                                 |
| Lightware Visual Engineering Greater China | Hongkong                                                       | Hongkong, Kína, Makaó, Tajvan                                                 |
| Lightware Visual Engineering HQ            | Budapest                                                       | A világ többi része                                                           |
| Lightware Visual Engineering Iberia        | Barcelona                                                      | Portugália, Spanyolország                                                     |
| Lightware Visual Engineering India         | Ahmadábád, Bengaluru, Delhi, Haidarábád, Kolkata, Mumbai, Púne | Banglades, India, Srí Lanka                                                   |
| Lightware Visual Engineering Italy         | Avezzano                                                       | Albánia, Málta, Olaszország                                                   |
| Lightware Visual Engineering Latin America | Medellín, Mexikóváros                                          | Kolumbia, Mexikó                                                              |
| Lightware Visual Engineering Middle East   | Dubaj                                                          | Katar, Egyesült Arab Emírségek                                                |
| Lightware Visual Engineering Nordics       | Göteborg                                                       | Észtország, Dánia, Finnország, Norvégia, Svédország                           |
| Lightware Visual Engineering SEA           | Szingapúr                                                      | Fülöp-szigetek, Malajzia, Szingapúr                                           |
| Lightware Visual Engineering UK            | London                                                         | Egyesült Királyság, Írország                                                  |

## Díjak, minősítések
- Brand of the Year – Taurus UCX (ProAV Awards 2021)
- Informatization AV Industry Annual List – Lightware China (AV Industry Award 2021–2022)
- Best of the Show Award: AV Technology – Taurus UCX (ISE 2022)
- PSNI Global Alliance Award: Rising Star – Lightware (Infocomm 2022)
- Event Technology of the Year – UBEX (AV Awards 2022)[31]
- Collaboration Technology of the Year – Taurus UCX (AV Awards 2022)[31]
- Best of the Show Award: AV Technology – UBEX (ISE 2023)[32]
- Best of the Show Award: Tech and Learning – VINX (ISE 2023)[32]
- Best of the Show Award: AV Technology – Taurus UCX TX/RX (Infocomm 2023)
- PSNI Global Alliance Award: Growth Driver – Lightware (Infocomm 2023)[33]
- Collaboration & Conferencing: Taurus UCX (The AVard 2023)
- Best of the Show Award: AV Technology – Taurus TPN (Infocomm 2024)
- PSNI Global Alliance Award: Growth Driver – Lightware (Infocomm 2024)
- Best in Market: AV Technology – Taurus TPN (ProAV Awards 2024)
- Best in Market: AV Technology – UBEX (ProAV Awards 2024)
- Collaboration Technology of the Year – Taurus TPX (AV Awards 2024)
- Best of the Show Award: AV Technology – Gemini GVN, Taurus TPN (ISE 2025)